# Парламент Фиджи
Парламент Фиджи (англ. Parliament of the Republic of Fiji) — однопалатный (с 2013 года) законодательный представительный орган Республики Фиджи. Состоит из 50 членов, избираемых сроком на 4 года всеобщим голосованием по пропорциональной системе с открытыми списками в едином многомандатном избирательном округе.

## История
Фиджийский парламент берёт свое начало 10 октября 1970 года, когда Фиджи обрело независимость от Великобритании. Парламент Фиджи заменил собой колониальный законодательный орган, Законодательный совет, действовавший на Фиджи в различных формах на протяжении всего колониального периода. Так называемая "дедушкина оговорка" в Конституции 1970 года, принятой с получением независимости, переименовывала прежний Законодательный совет в Палату представителей, однако сохраняла за ним парламентские полномочия до первых после провозглашения независимости выборов, которые состоялись в 1972.   
С момента провозглашения независимости парламентское правление на Фиджи прерывалось трижды. Первый раз парламент не функционировал в 1987—1992, в связи с двумя военными переворотами 1987 года, организованными полковником Ситивени Рабукой (впоследствии, Премьер-министром Фиджи и нынешним Лидером Оппозиции в Парламенте). Второй перерыв был вызван переворотом 2000, предпринятым Джорджем Спейтом , который во главе банды штурмовал здание парламента и похитил тогдашнего Премьер-министра Махендру Чаудри и 35 других парламентариев, что сделало парламент недееспособным и привело к его роспуску. Всеобщие выборы 2001 года восстановили демократическое правление, которое продолжалось до тех пор, пока вооруженные силы Фиджи под руководством ныне действующего Премьер-министра Фрэнка Мбаинимарамы не свергли правительство в очередной раз в 2006. Парламент заработал вновь лишь после всеобщих выборов, которые состоялись в сентябре 2014 года.

## Структура
Состав парламента менялся с годами. С 1972 по 2013 год, парламент состоял из двух палат — Палаты представителей и Сената. При этом порядок их формирования менялся по конституции 1992 года и в результате поправок, принятых в 1998 году. 
В 1972—1992 годах Палата представителей, избираемая на пять лет, состояла из 52 членов. Из них 25 мест занимали представители различных этнических общин, которых избирали внутри общины: 10 фиджийца, 10 фиджи-индийца и 5 иностранцев (европейцы, китайцы и другие члены групп меньшинств). 27 депутатов избирались всенародно, однако среди них должно было быть 12 фиджийцев, 12 фиджи-индийцев и 3 иностранца. Сенат состоял из 22 членов, формально назначаемых генерал-губернатором на шесть лет, причём каждые три года обновлялась половина состава. Из них 8 выдвигались Большим советом вождей, 7 — премьер-министром, 6 — лидером оппозиции, и 1 — советом острова Ротума.
С 1992 года Палата представителей состояла из 70 членов, все из которых избирались внутри этнических общин, причём фиджийцы избирали 37 депутатов, индийцы — 27, а иностранцы — 5. Сенат из 34 членов отныне назначался президентом на четыре года с обновлением раз в два года половины состава, причем 24 сенатора назначались по рекомендации Большого совета вождей, 1 — советом острова Ротума, а оставшиеся 9 — по собственному усмотрению главы государства из числа индо-фиджийцев либо иностранцев.
С 1998 года Палата представителей состояла из 71 члена. Из них 46 продолжали избираться внутри общин — 23 фиджийца, 19 индофиджийцев, 3 иностранца и 1 представитель Ротумы, а 25 избирались всенародно безотносительно их национальности по пропорциональной системе. Сенат из 32 членов согласно поправкам назначался президентом на пять лет сразу после всенародных выборов в Палату представителей. Из них 14 кандидатов выдвигал Большой совет вождей, 9 — премьер-министр, 8 — лидер оппозиции и 1 — совет острова Ротума.

Распределение мест в Парламенте Фиджи после выборов 2014

Сенат обладал меньшей силой, чем Палата представителей: он не мог выступать с законодательной инициативой, а мог только изменить или отвергнуть предложение нижней палаты. Ещё более были ограничены полномочия Сената относительно финансовых счетов: он мог наложить на них вето, но не мог изменить. Если Сенат наложил вето на принятие законопроекта, Палата представителей могла снять его после обсуждения на заседании парламента. Это право не работало только относительно Конституции: на поправки к ней вето Сената было абсолютно. После принятия проекта в Палате представителей у Сената был 21 день (7 дней, если закон помечен как срочный), чтобы принять, изменить или отклонить его; если не было произведено никаких действий, закон считался принятым. Поскольку в новом здании парламента имелся только один зал заседаний, то обе палаты заседали в разное время.

## Современная однопалатная система
Конституция 2013 года, провозглашенная переходным правительством, поддерживаемым военными, упразднила прежнее разделение парламента на Сенат и Палату представителей и установила однопалатный Парламент, состоящий из 50 членов.
Парламент Фиджи состоит из 50 членов (не считая Спикера), включая Премьер-министра Фиджи, являющегося лидером крупнейшей партии в правительстве. Нынешний парламент был сформирован в результате парламентских выборов 2014 года, на которых партия Фиджи прежде всего, возглавляемая Премьер-министром Фрэнком Мбаинимарамой, получила большинство в 32 мандата. Социал-демократическая либеральная партия под руководством тогдашнего лидера и одной из фиджийских ади (представительницы вождеского клана) Теимуму Кэпа, получила 15 мест и образовала Оппозицию. Партия национальной федерации, под предводительством фиджийского политика индийского происхождения Бимана Чанда Прасада, получила 3 места и оказалась единственной партией независимого меньшинства в действующем парламенте.           